# جان رابرتسون (بازیکن فوتبال، زاده ۱۹۷۶)
جان رابرتسون (انگلیسی: John Robertson؛ زادهٔ ۲۸ مارس ۱۹۷۶) بازیکن فوتبال اهل بریتانیا است.
از باشگاه‌هایی که در آن بازی کرده‌است می‌توان به باشگاه فوتبال آکسفورد یونایتد اشاره کرد.